# Осичківське
Оси́чківське — заповідне урочище місцевого значення в Україні. Об'єкт розташований на території Вільшанського району Кіровоградської області, при східній околиці села Осички. 
Площа 75 га. Статус присвоєно згідно з рішенням Кіровоградської обласної ради від 26.08.1994 року № 13. Перебуває у віданні ДП «Голованівський лісгосп» (Вільшанське лісництво, кв. 44). 
Статус присвоєно для збереження частини лісового масиву на схилах і днищі балки. Зростають середньовікові насадження дуба, трапляються угруповання рідкісних рослин.